# Magdalena Hanysz
Magdalena Hanysz, także Magdalena Hanysz-Stefańska (ur. 1970 w Gdyni) – polska malarka, graficzka, pedagog Akademii Sztuk Pięknych w Gdańsku.

## Życiorys
Urodziła się w 1970 r. w Gdyni jako córka Piotra i Krystyny Hanyszów. Ukończyła VI Liceum Ogólnokształcące w Gdyni. Studiowała na Wydziale Malarstwa i Grafiki w Państwowej Wyższej Szkole Sztuk Plastycznych (obecnie ASP) w Gdańsku. Dyplom uzyskała w 1994 r. w pracowni prof. Macieja Świeszewskiego. Aneks z grafiki w pracowni prof. Czesława Tumielewicza. Pracowała jako asystent w pracowni linorytu w gdańskiej uczelni, w stopniu doktora habilitowanego prowadziła Pracownię Podstaw Grafiki Artystycznej, obecnie jako profesor nadzwyczajny jest kierowniczką Pracowni Podstaw Grafiki Artystycznej. Pełni również funkcję kierownika Katedry Grafiki Artystycznej na Wydziale Grafiki ASP Gdańsk.
Członek ZPAP i Stowarzyszenia Promocji Artystów ERA ART.
 Wystawy indywidualne (do 2008 r.):
- 1994 – Galeria Politechniki Gdańskiej, Gdańsk
- 1995 – Galeria u Literatów, Gdańsk
- 1996 – Galeria „Na lewo”, Malbork
- 1996 – Dom Kultury, Malbork
- 1997 – Grafika i ceramika, Galeria Mebla, Gdynia
- 1997 – Grafika i malarstwo, Bursztynowa Galeria, Słupsk
- 1997 – Grafika, Trójmiejskie Centrum Handlowe Klif, Gdynia
- 1999 – Galeria Promocyjna, Muzeum Narodowe, Pałac Opatów, Gdańsk
- 2001 – Galeria Ciasna, Jastrzębie-Zdrój
- 2002 – Galeria 78, Gdynia; Galeria Portal, Gdańsk
- 2003 – Galeria ZPAP, Gdańsk
- 2005 – Galeria na poddaszu (UM), Radlin
- 2008 – Galeria pod Plafonem, Wrocław

Wystawy zbiorowe (do 2004 r.):
- 1993 – The First International Print Biennal, Maastricht (Holandia)
- 1994 – Galeria Studencka, Gdańsk
- 1994 – Cafe Bazaar, Gdańsk
- 1994 – Młoda Grafika Polska, Gorzów Wielkopolski
- 1994 – Młoda Grafika Polska, Słubice
- 1995 – Tapeta, Towarzystwo przyjaciół Sztuk Pięknych, Gdynia
- 1995 – Grafika Gdańska, Dom Sztuki SM „Jary”, Warszawa
- 1995 – V Quadriennale Drzeworytu i Linorytu Polokiego, Olsztyn
- 1995 – International Triennal Woodcut & Wood Engraving, Bańska Bistrica, (Słowacja)
- 1995 – Grafika Duńska i Międzynarodowa, Roskilde (Dania)
- 1996 – Dekonstrukcjoniści Gdańscy, BWA Bydgoszcz
- 1996 – Dekonstrukcjoniści Gdańscy, Muzeum Narodowe, Oddział Sztuki Współczesnej, GdańskGdańsk
- 1996 – Dekonstrukcjoniści Gdańscy, Poznań
- 1996 – Stoczniowcy Gdańscy, Wilno
- 1997 – Litografia z PWSSP Gdańsk, Poznań
- 1998 – Dekonstrukcjoniści Gdańscy, Galeria EL, Elbląg
- 1999 – Galeria 78, Gdynia,
- 1999 – Galeria Portal, Gdańsk
- 1999 – Centrum Sztuki Pokazowej, Wieluń
- 2000 – Oliwa Bliżej Gdańska – Gdańsk bliżej sztuki, Dworek – Galeria Artystycznej Inicjatywy, Gdańsk-Oliwa[4]
- 2002 – Sztuka Gdańska, Galeria A, Starogard Gdański
- 2002 – II Międzynarodowe Biennale Miniatury Częstochowa 2002, Częstochowa
- 2002 – II Międzynarodowe Biennale Miniatury, Radom
- 2002 – II Międzynarodowe Biennale Miniatury, Warszawa
- 2002 – II Międzynarodowe Targi Pędzla, Lubań
- 2003 – Art. Fair, Dni Polskie w Szwecji, Sztokholm (Szwecja)
- 2003 – Galeria Prezydencka, Warszawa
- 2003 – XV Wystawa Płótna Mała Wieś, Strzegomy k. Poznania
- 2003 – Gdyński Przegląd artystyczny, Galeria 78, Gdynia
- 2003 – VIII Quadrienale Drzeworytu i Linorytu Polskiego, Olsztyn
- 2004 – V Triennale Grafiki Polskiej, Katowice
- 2004 – Sarajewska Zima, Sarajewo
- 2004 – Grafika, Miszkolc (Węgry)
- 2004 – Wystawa Partytur Graficznych (Serbia)
- 2004 – II Wystawa Malarstwa, Rysunku, Grafiki i Rzeźby, Trójmiasto
- 2004 – Wystawa towarzysząca III Konkursowi Choreograficznemu im. Diagilewa, Teatr Muzyczny, Gdynia

## Nagrody i wyróżnienia
- 1993 – Stypendium Miasta Gdyni
- 1993 – Gdańska Grafika Roku (wyróżnienie)
- 1996 – Gdańska Grafika Roku (II nagroda)
- 1998 – Gdańska Grafika Roku (wyróżnienie)
- 1998 – I nagroda w II Triennale Tczewskim
- 2002 – Gdańska Grafika Roku (wyróżnienie)
- 2003 – Gdańska Grafika Roku (III nagroda)
- 2003 – „Złoty Meteor” w Bieszpalu Wieluńskim
- 2004 – Pomorska Grafika Roku (III nagroda)
- 2004 – The 13 th Seoul Space International Print Biennial, Korea Płd. (wyróżnienie)
- 2005 – Wyróżnienie w IV Ogólnopolskim Konkursie „Triennale Tczewskie”
- 2007 – Gdańska Grafika Roku 2006 (II  nagroda)
- 2008 – Gdańska Grafika Roku 2007 (wyróżnienie)
- 2008 – The 13th International Biennial Print Exhibition R.O.C. Taiwan (wyróżnienie)
- 2011 – Gdańska Grafika Roku (wyróżnienie)
- 2012 – Pomorska Grafika Roku 2011 (wyróżnienie)
- 2013 – Stypendium Marszałka Województwa Pomorskiego dla Twórców Kultury
- 2014 – Pomorska Grafika Roku 2013 (I nagroda)
- 2014 – Nagroda równorzędna w XII Konkursie Graficznym im. Józefa Gielniaka w Jeleniej Górze[5]
- 2014 – 48 Premio Nazionale di Pittura e 42 Premio Internazionale di Grafica del pomero, Milano, Włochy (wyróżnienie)
- 2015 – Nagroda Prezydenta Miasta Gdańska w Dziedzinie Kultury za barwne linoryty oraz z okazji jubileuszu 20-lecia pracy artystycznej[6]
- 2015 – Nagroda Rektora ASP w Gdańsku III stopnia
- 2016 – Nominacja do nagród w XIII Konkursie Graficznym im. Józefa Gielniaka w Jeleniej Górze[7]
- 2016 – Pomorska Grafika Roku 2015 (wyróżnienie honorowe)
- 2017 – Pomorska Grafika Roku 2016 (nagroda Rektora ASP Gdańsk)
- 2017 – II nagroda w I Ogólnopolskim Konkursie Grafiki Artystycznej w Warszawie
- 2019 – Nagroda Prezydenta Miasta Gdańska w Dziedzinie Kultury z okazji jubileuszu 25-lecia pracy artystycznej[6]
- 2019 – Odznaka honorowa „Zasłużony dla Kultury Polskiej”[8]
- 2023 – Nominacja do nagród w XV Międzynarodowym Konkursie Graficznym im. Józefa Gielniaka w Jeleniej Górze[9]
- 2024 – Nagroda Prezydenta Miasta Gdańska w Dziedzinie Kultury z okazji 30-lecia pracy twórczej[6]

Źródło:.